# Frankie Connolly
Frankie Connolly (Cork, República de Irlanda, 1945-Cork, República de Irlanda, 20 de noviembre de 2023) fue un futbolista irlandés que jugó en la posición de defensa.

## Equipos
| Periodo   | Club                             |
| --------- | -------------------------------- |
| 1962-1975 | Cork Hibernians FC               |
| 1964-1966 | → Ringmahon Rangers AFC (cedido) |
| 1977-1978 | Cork Alberts FC                  |

## Logros
- Liga de Irlanda: 1970-71[3]
- FAI Cup: 1972-73
- League of Ireland Shield: 1969-70, 1972-73
- Copa Blaxnit: 1971-72
- Munster Senior League: 1964-65, 1965-66